# 48. pehotni polk (Avstro-Ogrska)
Za druge 48. polke glejte 48. polk.
48. pehotni polk je bil pehotni polk avstro-ogrske skupne vojske.

## Zgodovina
Polk je bil ustanovljen leta 1798. 

### Prva svetovna vojna
Polkovna narodnostna sestava leta 1914 je bila: 82% Madžarov in 18% drugih. Naborni okraj polka je bil v Nagykanizsi, pri čemer so bile polkovne enote garnizirane sledeče: Sopron (štab, III., IV. bataljon), Sarajevo (I. bataljon) in Nagykanizsa (II. bataljon).
Med prvo svetovno vojno se je polk bojeval tudi na soški fronti.
V sklopu t. i. Conradovih reform leta 1918 (od junija naprej) je bilo znižano število polkovnih bataljonov na 3.

## Organizacija
1918 (po reformi)
- 2. bataljon
- 3. bataljon
- 4. bataljon

## Poveljniki polka
- 1859: nihče[8]
- 1865: Ferdinand Bauer[9]
- 1879: Franz Buchta[10]
- 1908: Hugo Martiny[11]
- 1914: Josef Pacor von Karstenfels und Hegyalja[1]